# Gymnochaetopsis analis
Gymnochaetopsis analis är en tvåvingeart som beskrevs av Townsend 1914. Gymnochaetopsis analis ingår i släktet Gymnochaetopsis och familjen parasitflugor.
Artens utbredningsområde är Peru. Inga underarter finns listade i Catalogue of Life.